# Дурість

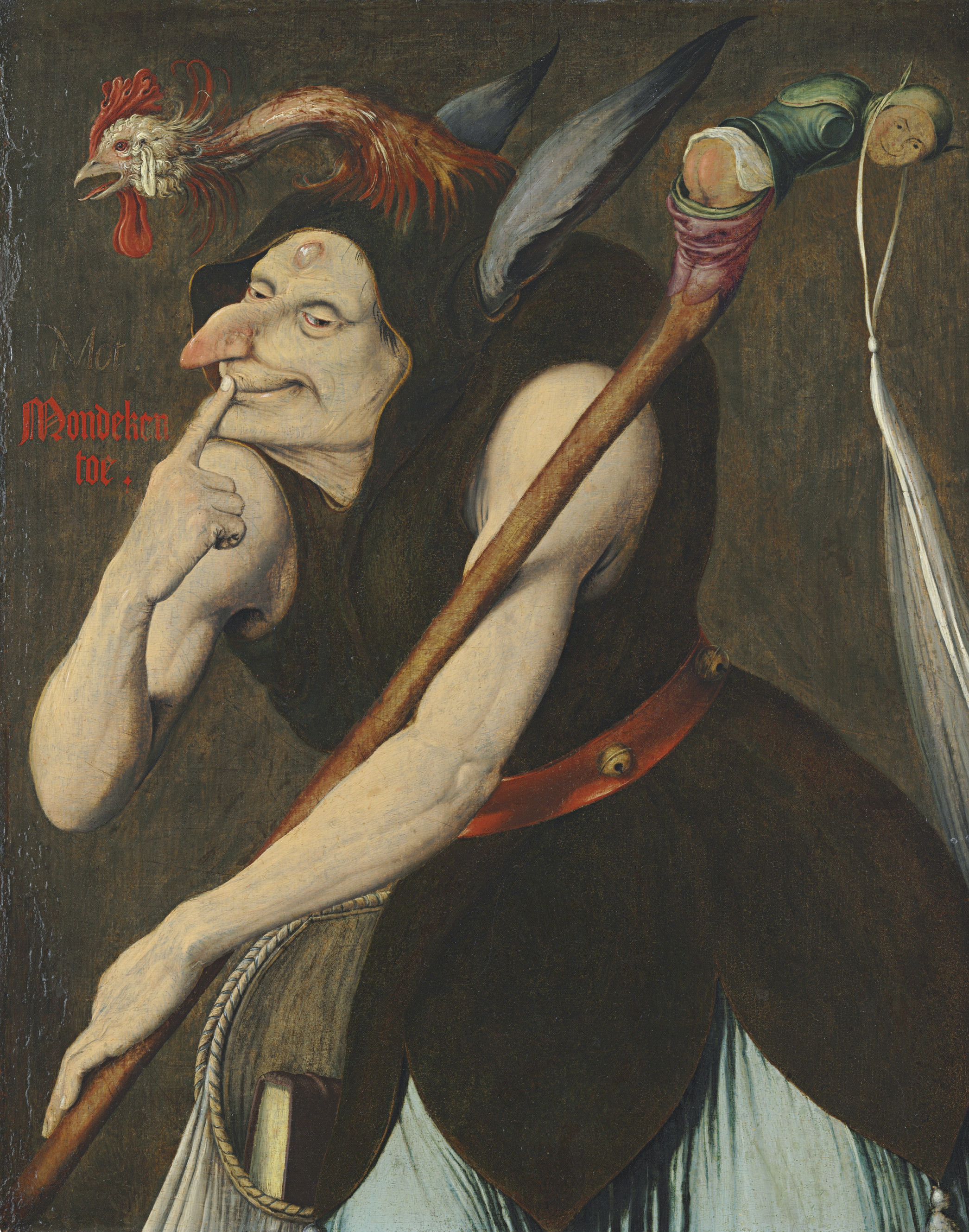

Дурість — абстрактне поняття, що припускає під собою низький ступінь інтелекту. Нездатність самостійно мислити і приймати раціональні рішення в багатьох аспектах життя. Виявляється також в неможливості давати відповіді на питання, в поведінці і деяких проявах особистості (частіше в соціальних ситуаціях). З точки зору психології тимчасова дурість також може бути обумовлена захисною реакцією на горе або психологічну травму. Дурість відповідає низькому ступеню інтелектуального розвитку, при цьому не доходячи до фізичного відхилення — легкої розумової відсталості (дебільності). Деякі психіатри (Білікевіч (1960), Лемке (1960)) виділяли «фізіологічну дурість» — інтелектуальний рівень, що знаходиться на межі між нормою і патологією. Білікевіч розглядав гіпофренію як нижню межу нормального інтелекту, при цьому не вважав її психопатологією. В. П. Сербський протиставляв «фізіологічну дурість» олігофреніям (розумовій відсталості). В. Х. Кандинський відносив «просту дурість» (разом з дивним характером) до ненормальних, але не хворобливих станів, які не виключають осудності. П. Б. Ганнушкін виділяв «психопатів» (осіб з розладом особистості), яких він називав «конституційно-дурними». Їх відмінна риса — дурість, вроджена розумова недостатність, не доходить до стану дебільності. Їх інтелектуальний стан оцінюється як такий, що на межі між психічним здоров'ям і психічною хворобою. Різновидом фізіологічної дурості або конституційно-дурного типу психопатії є «салонне слабоумство» (нім. Salon Blödsinn), виділене Ойгеном Блейлером. Із сучасних класифікацій близьким поняттям є розумова відсталість.